# Обеспокоенная возлюбленная
«Обеспокоенная возлюбленная» (от фр. L’Amante inquiète) — картина французского живописца Антуана Ватто, различными исследователями датируемая периодом от 1715 до 1720 годов. На протяжении XVIII и XIX веков картина имела хождение в нескольких частных коллекциях, прежде чем оказаться в собственности принца Генриха Орлеанского, герцога Омальского, завещавщего её со своей коллекцией в усадьбе Шантийи в собственность Института Франции в 1884 году. В настоящее время картина является частью собрания музея Конде (инв. PE 372). Техника исполнения произведения — масляная живопись по дереву, размер — 24 × 17,5 см.
«Обеспокоенная возлюбленная» — часто встречающийся в творчестве Ватто пример миниатюрных однофигурных композиций с изображением персонажей в различных костюмах; в данном случае художник изобразил молодую девушку, сидящую на скамье посреди парка и придерживающую сорванные розы — по версии некоторых авторов символ поглощающей любви. С незначительными изменениями изображение женщины на картине восходит к двойному этюду сангиной, находящемуся в частной коллекции; также известен ранний офорт Ватто из серии «Модные картинки», изображающий сидящую молодую женщину в позе, близкую к изображённой на картине. В свете истории бытования «Обеспокоенная возлюбленная» связывается с двумя другими известными работам Ватто: «Гитаристом» и «Мечтательницей».

## Провенанс и датировки
Самым ранним известным владельцем «Обеспокоенной влюбленной» считается аббат Пьер-Морис Аранже (около 1655—1735) — каноник парижской церкви Сен-Жермен-л’Осеруа и один из ближайших друзей Ватто, унаследовавший после смерти живописца большое количество его рисунков. В 1729 году «Обеспокоенная возлюбленная» и «Мечтательница» — другая работа Ватто в коллекции аббата Аранже — были опубликованы Эдм-Франсуа Жерсеном в виде зеркальных гравюр, исполненных Пьером-Александром Авелином. Гравюры не сообщают сведений о принадлежности обеих картин аббату; тем не менее, этот факт подтверждается в рукописях Пьера-Жана Мариетта, равно как и тем обстоятельством, что в «Сборнике Жюльена» обе гравюры появляются на одном листе. На основании последнего обстоятельства некоторые авторы предполагали, что обе картины были написаны Ватто как панданы; возражая этой позиции, куратор и впоследствии директор Лувра Пьер Розенберг считал, что таковыми они стали лишь в собрании аббата. Также предполагалось, что картина значилась под номером 33 в описи имущества Аранже (1735; опубликована в 1985 году), однако расплывчатый и неясный характер описи делает такое предположение маловероятным.
Десятилетия спустя после смерти аббата Аранже «Обеспокоенная влюбленная» появилась у пристава-оценщика парижского суда Шатле Антуана Клода Шариота (фр. Antoine Claude Chariot; 1733—1815); она и «Гитарист» — другая картина Ватто из коллекции Шариота — были выставлены на аукцион в январе 1788 года (лот 44), где были приобретены за 221 ливр живописцем и торговцем картинами Жаном-Батистом Пьером Лебреном (1748—1813), мужем известной портретистки Элизабет Виже-Лебрен. У Лебрена оба полотна находились недолго — известно, что он выставил их на аукцион в апреле 1791 года (лот 210), где выкупил их обратно за 132 ливра. Пара появилась вновь на анонимном аукционе в феврале 1792 года (лот 25), прежде чем оказаться в XIX веке в коллекции маркиза Андре Жозефа Мезона (фр. André Joseph Maison; 1798–1869), сына маршала Франции Николя Жозефа Мезона; с частью данной коллекции картина была приобретена пятым сыном короля Луи-Филиппа I принцем Генрихом Орлеанским, герцогом Омальским. Как часть коллекции герцога Омальского, собранной в его резиденции в усадьбе Шантийи, картина была завещана в собственность Института Франции в 1884 году.
Исследователями «Обеспокоенная влюбленная» относится к сравнительно поздним годам в творчестве Ватто. На рубеже XIX—XX веков хранители коллекции музея Конде относили полотно к периоду 1717—1720 годов; в альбоме-каталоге 1912 года немецкий историк Эрнст Генрих Циммерман относит его к 1717 году — времени создания луврской версии композиции «Паломничество на остров Киферу». В монографии 1950 года сотрудница Лувра Элен Адемар относит картину к весне-лету 1716 года; в 1959 году живописец и знаток Жак Матей даёт датировку периодом около 1715 года. В каталоге-резоне 1968 года итальянский искусствовед Этторе Камесаска оценивал «Обеспокоенную влюбленную» как позднюю работу, отнеся её к периоду около 1720 года; этой же датировкой пользуется Федерико Дзери. В более позднем каталоге 1980 года французская исследовательница Марианна Ролан-Мишель относит картину к 1716—1718 годам.

## Галерея связанных работ

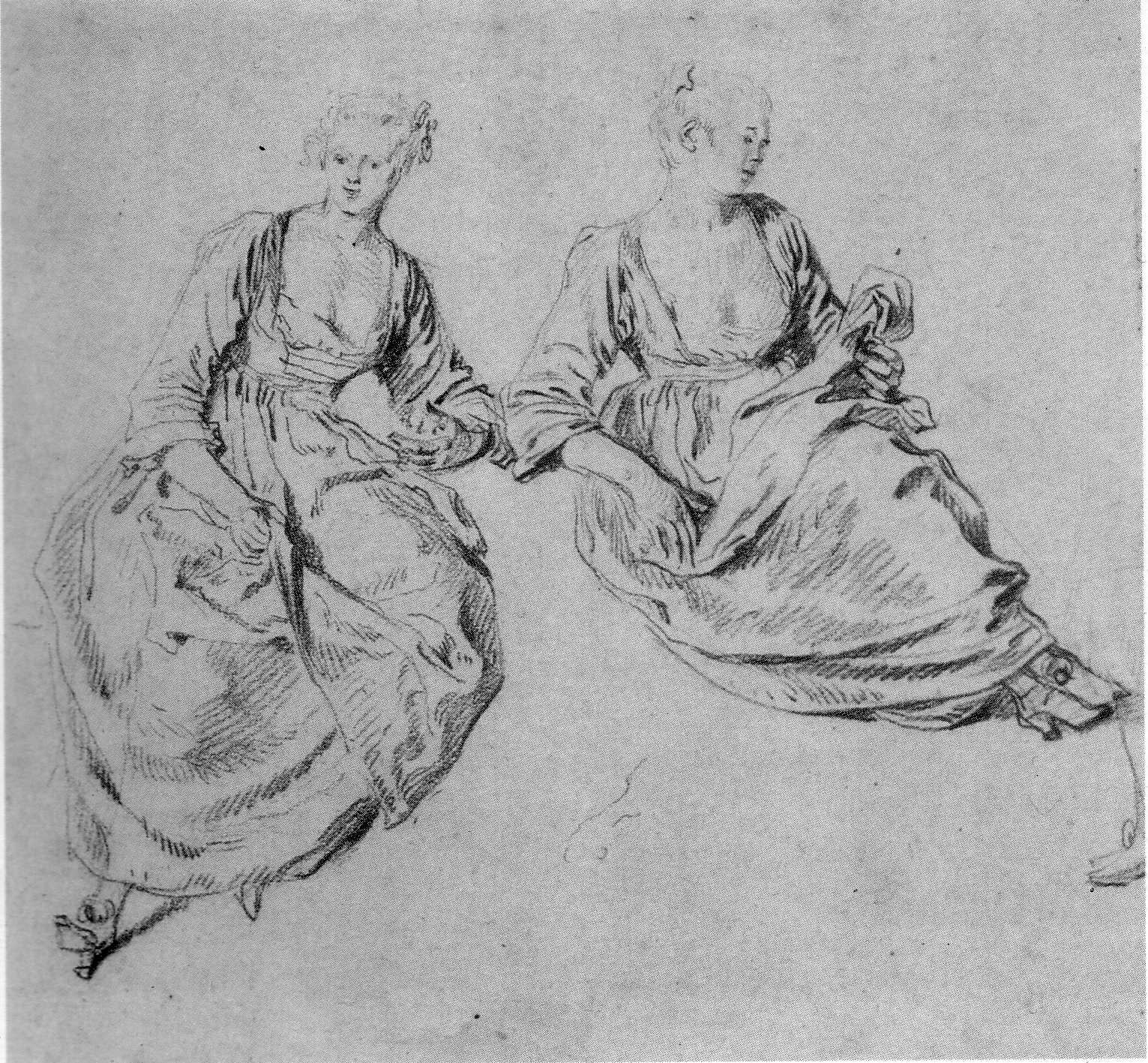
А. Ватто. Два наброска сидящей женщины. Около 1712 Бумага, сангина Местонахождение неизвестно
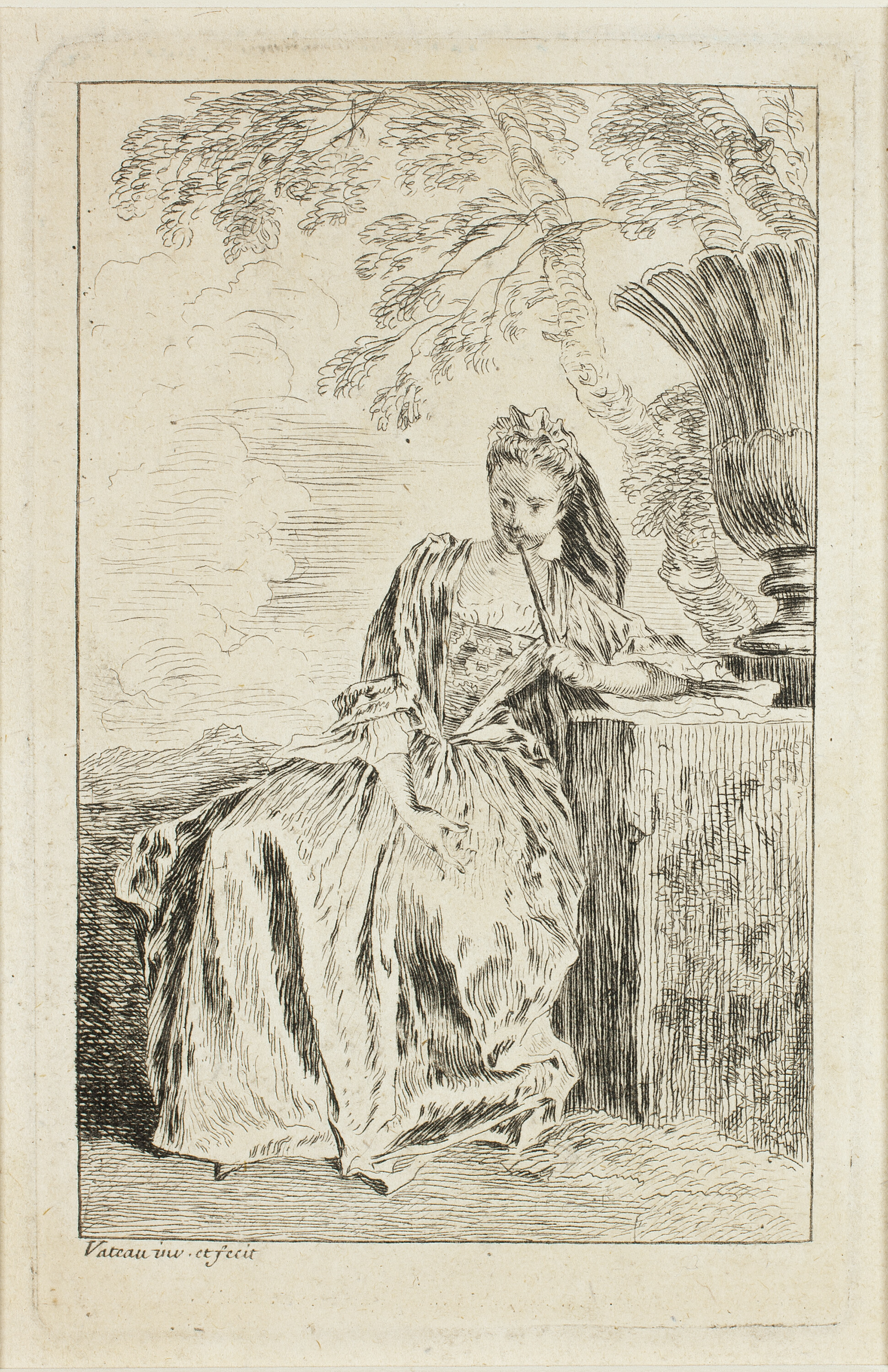
А. Ватто. Дама с веером. Около 1709–1710. Лист из серии «Модные картинки» Бумага, офорт Институт искусств, Чикаго
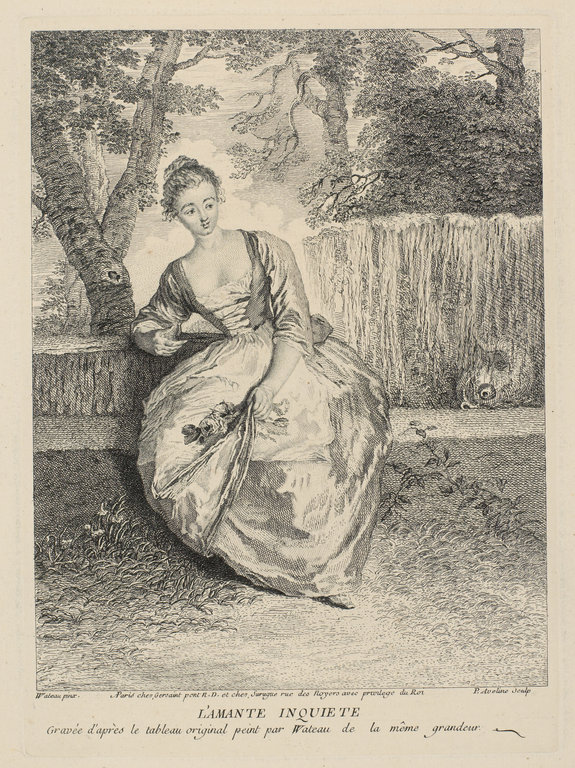
П.-А. Авелин. Обеспокоенная возлюбленная. 1729 Бумага, резец, офорт По оригиналу А. Ватто Лувр, Париж